# Stocka (Nordanstig)
Stocka è un'area urbana della Svezia situata nel comune di Nordanstig, contea di Gävleborg.
La popolazione rilevata nel censimento 2010 era di 382 abitanti .